# Black Rock (film)
Black Rock is een Amerikaanse thriller uit 2012 onder regie van Katie Aselton, die ook het verhaal schreef en zelf een van de hoofdrollen speelt.

## Verhaal
De vriendschap tussen Abby en Lou ging zes jaar geleden kapot omdat Lou met Abby's verloofde naar bed ging. Hun wederzijdse vriendin Sarah krijgt ze met een list allebei zover om samen met haar een paar dagen te gaan kamperen op een klein onbewoond eilandje, waar ze vroeger ook samen kwamen toen alles nog koek en ei was tussen iedereen. Ze hoopt dat Abby en Lou zo weer wat nader tot elkaar komen.
Nadat de drie aanmeren met hun bootje, blijken ook Henry, Derek en Alex op het eilandje aanwezig, om op wild te jagen. Lou herkent Henry als het kleine broertje van Jimmy, met wie ze vroeger omging. Hierdoor breekt het ijs tussen de twee drietallen en gaan ze als één groep samen aan de drank. De vrouwen spitsen wel hun oren wanneer Derek ze daarbij vertelt dat zijn vrienden en hij 2,5 week daarvoor oneervol ontslagen zijn uit het Amerikaanse leger, zonder erbij te zeggen waarom.  Abby voelt zich niettemin aangetrokken tot Henry en lokt hem met zich mee het bos in. Henry heeft wel oren naar Abby's avances. Wanneer zij het initiatief neemt tot een zoenpartij, gaat hij daar gewillig in mee. Meer dan dat wil Abby alleen niet en daar legt Henry zich niet bij neer. Hij probeert haar te dwingen tot seks, hoe hard ze ook worstelt. Abby krijgt een steen te pakken en slaat Henry daarmee tegen zijn hoofd om een verkrachting te voorkomen. Daarbij slaat ze hem per ongeluk dood.
Wanneer Derek en Alex vernemen dat hun vriend dood is, worden ze razend. De vrouwen ontkomen en vluchten het bos in, terwijl de twee mannen een klopjacht op ze openen met hun jachtgeweren. Abby, Lou en Sarah wachten in eerste instantie tot het donker wordt en proberen zichzelf dan zwemmend in veiligheid te brengen. Hierbij schiet Derek Sarah door het hoofd. Zich dan beseffend dat vluchten kansloos is, zetten Abby en Lou de tegenaanval in.

## Rolverdeling
- Katie Aselton - Abby
- Lake Bell - Lou
- Kate Bosworth - Sarah
- Will Bouvier - Henry
- Jay Paulson - Derek
- Anslem Richardson - Alex